# Jacques Allières
 (mai 2019).
Jacques Allières, né le 9 novembre 1929 à Toulouse et mort le 31 août 2000 à Saint-Gaudens, est un écrivain, linguiste spécialisé en bascologie et dans le domaine occitan et romaniste.

## Biographie
Né dans une famille d'enseignants, Jacques Allières est un élève brillant du lycée de garçons de Toulouse, il suit une formation en lettres classiques. Durant ses études à la faculté des lettres de Toulouse, il fait la rencontre de Jean Séguy, jeune professeur de l'établissement à cette époque.
Jeune, Jacques Allières décide de devenir linguiste et d’abord romaniste. Alors qu'il est encore étudiant, Séguy l'associe à l'élaboration de l’Atlas linguistique et ethnographique de la Gascogne, dont il joue un rôle de premier plan. Avec un diplôme d'études supérieures en poche, il s'intéresse aux phénomènes liés au polymorphisme linguistique et devient enseignant. Agrégé de grammaire au concours de 1954, il commence une carrière de professeur au lycée de Bayonne puis au lycée Bellevue à Toulouse. En 1956, il est assistant de Jean Séguy à la faculté des lettres de Toulouse. Le 17 juin 1972, il est fait docteur d'État ès lettres, puis professeur jusqu’à sa retraite, en 1997.
Son expérience de linguistique gasconne va le préparer à s'attaquer à l'édifice linguistique euskarien : on lui doit en effet une contribution sans doute définitive sur la nature de la flexion verbale forte du basque. Se basant sur les travaux d'Hugo Schuchardt (Linguæ Vasconum Primitiæ) et la Grammaire basque de Pierre Lafitte, il propose une présentation dont «l’originalité principale réside dans la « pluripersonnalité » des formes verbales personnelles...».
Jacques Allières est un spécialiste du verbe gascon quand il traite du verbe basque et propose un schéma nouveau à la suite de Pierre Lafitte et de René Lafon.
Selon Jean-Baptiste Orpustan : « ses ouvrages sur les Basques et la langue basque, mondialement connus, font et feront autorité, tout comme la description systématique de la conjugaison basque, qu'il fut le premier à formaliser avec la rigueur et la clarté voulues, ou ses comparaisons entre le basque et le gascon. »
Dans un souci de vulgarisation, il entreprit la rédaction d'ouvrages à vocation pédagogique, tels que La formation de la langue française, Les Basques et Les langues de l'Europe, dans la collection Que sais-je ?, ainsi qu'un Manuel pratique de basque et Parlons catalan.
Il est membre de l'unité de recherches de Bordeaux III, créée par Jean Haritschelhar, et continuée par l'actuel centre de recherche sur la langue et les textes basques dirigé par Ricardo Etxepare.
Jacques Allières poursuivit et termina son monumental Manuel de linguistique romane, sans avoir eu la chance de le voir ou le tenir dans ses mains. Il est mort le 31 août 2000 dans sa maison de Saint-Gaudens.

### Distinctions
- Membre honoraire de l'Académie de la langue basque
- Mainteneur des Jeux Floraux de Toulouse[3]
- Officier des Palmes Académiques[1]

## Citation
« (...) la langue est à coup sûr l'institution la plus complexe qu'aient pu produire les sociétés humaines, et que ceux qui se sont voués à son étude ont pour premier devoir de méditer le mot de Hegel : « Das Wahre ist das Ganze » ».

### Travaux sur la langue basque
Bibliographie des travaux de Jacques Allières sur le domaine Basque dont :
- Ethnolinguistique et morphologie dialectale[9], 1974, p. 153-157;

- Petit Atlas Linguistique Basque-Français Bourciez, cartes 1 à 20[10];
- De la formalisation du système verbal basque, Iker 2 - Hommage à Pierre Lafitte, Euskaltzaindia, Bilbao, 1981;

- Statut et limites du polymorphisme morphologique : le verbe dans la Grammaire cantabrique basque de Pierre d’Urte (1712);
  - 1re partie, verbes transitifs auxiliaires, Symbolae Ludovico Mitxelena septuagenario oblatae, 1985 ;
  - 2e partie, verbes transitifs auxiliaires Anuario del Seminario de Filología vasca Julio de Urquijo, 1991.